# علی رامز
علی رامز (زادهٔ ۱۳۰۶ – درگذشتهٔ ۷ دی ۱۳۹۶) بازیگر سینما، تلویزیون و تئاتر اهل ایران که در طول فعالیت هنری خود در چندین فیلم سینمایی، چندین تئاتر صحنه و سریال‌های متعدد تلویزیونی از جمله: «امیرکبیر»، «وزیر مختار»، «مرغ حق»، «یکی از این روزها»، «پاییز بلند»، «شمارش معکوس»، «محاکمه»، «عبور از خط سرخ»، «قضیه اوپنهایمر» نقش آفرینی نمود. رامز در نمایش‌هایی به کارگردانی هادی مرزبان به عنوان بازیگر حضور داشته و بیش از سی‌سال با گروه تئاتر حرکت همکاری مستمر داشته‌است.

## زندگی
علی رامز در سال ۱۳۰۶ در تهران زاده شد و پس از گذراندن دوره دبستان به دبیرستان صنعتی تهران (ایران و آلمان سابق) وارد شد و بواسطه آشنایی با افرادی چون عزت‌الله انتظامی و هوشنگ بهشتی به تئاتر تهران آن زمان راه پیدا کرد. در سال ۱۳۲۷ دوره کلاس تئاتر عبدالحسین نوشین را گذراند که پس از ۸ ماه به تعطیلی کشید. پس از فارغ‌التحصیل شدن در رشته برق در سال ۱۳۲۸ وارد مدرسه پست و تلگراف و تلفن شد و پس از دو سال در سال ۱۳۳۰ وارد خدمت وزارت و از آنجا به شرکت مخابرات ایران منتقل گردید. طی سالهای خدمت، موفق به دریافت دیپلم ششم ریاضی شد و در سال ۱۳۴۷ به دانشکده هنرهای زیبای دانشگاه تهران راه یافت. در سال ۱۳۵۱ با درجه شاگرد اولی تحصیلات را به پایان رساند و در همان سال موفق به اخذ بورس تحصیلی از کشور بلژیک گردید.
علی رامز در سال ۱۳۶۰ بازنشسته شد و پس از آن به حرفه مورد علاقه خود یعنی بازیگری به خصوص تئاتر که عاشقانه به آن عشق می ورزید پرداخت و سرانجام در عصر روز ۷ دی ماه ۱۳۹۶ در سن ۹۰ سالگی در خانه خود درگذشت.

## فیلم‌شناسی

### سینما
- پرویز (۱۳۹۱)
- استرداد (۱۳۹۰)
- آسمان پرستاره (۱۳۷۸)
- خلبان (۱۳۷۶)
- عروسی مهتاب (۱۳۷۵)
- پاییز بلند (۱۳۷۲)
- از بلور خون (۱۳۷۱)
- پول خارجی (۱۳۶۸)
- زرد قناری (۱۳۶۷)
- جنگل‌بان (۱۳۶۶)
- سازمان ۴ (۱۳۶۶)
- ملاقات (۱۳۶۵)

### تلویزیون
- امیرکبیر (۱۳۶۳–۱۳۶۴)
- معمای شاه (۱۳۹۴–۱۳۹۵)
- وزیرمختار (۱۳۷۰)
- داستان یک شهر (۱۳۷۴)
- یکی از این روزها (۱۳۶۷)
- محاکمه (۱۳۷۷–۱۳۷۸)
- دوقلوها (۱۳۷۵)
- این یک دادگاه نیست (۱۳۷۹)
- بانکی‌ها (۱۳۸۲)
- مش خیرالله صندوقچه اسرار (۱۳۷۲–۱۳۶۹)
- قصه شب سیما (۱۳۷۳–۱۳۷۵)
- خانه به خانه (۱۳۷۵)
- ردپای دوست (۱۳۷۳)
- شبکه (۱۳۸۱)
- نهضت‌های آزادی‌بخش (۱۳۶۵)
- مرغ حق (۱۳۶۶)